# Uluapa őrgrófnőjének háza
Az Uluapa őrgrófnőjének háza néven ismert épület Mexikóváros történelmi belvárosának egyik régi műemléke.

## Leírás
A ház Mexikóváros történelmi városközpontjában, a mai Cuauhtémoc kerületben található a Zócalo tér délnyugati sarkából délre induló utcában, a legközelebbi metróállomás a Zócalo. Régi címe Monterilla utca 19. volt, a mai 5 de Febrero utca 18.
Nem lehet tudni, hogy miért nevezik Uluapa őrgrófnőjének házának, ugyanis nagyon valószínű, hogy soha nem lakott itt az uluapai őrgrófi család egyetlen tagja sem, bár van olyan elképzelés, amely szerint mégis az ő tulajdonukban állt. Ezen a telken, ahol ma a ház áll, a 16. században Hernando de Ávila konkvisztádor építtetett házat, amelyet a következő évszázadban akkori tulajdonosa, egy vallási szervezet, az Archicofradía del Santísimo Sacramento y Caridad Diego Calderón de Benavidesnek adott tovább, akitől unokaöccsei, a Rivera Calderónok örökölték. 1756 júniusában Nicolás Cobián y Valdés vette meg, aki a régi épületet lebontatta, majd 1762 és 1766 között felépíttette a mai épületet. Halála után a tulajdonjog fiára, José Pascual Cobián de los Ríosra szállt. 1806-ban José Mirelesé, 1851-től Manuel Ceballos de Castróé volt, aki 1856-ban Ramón Muñoznak adta el, majd 1866-ban Refugio San Román de Cortináé lett.
A háromszintes épület belsejében található művészi csempék különleges értéket jelentenek, többükön az akkori kor divatjával ellentétben nem szentek, hanem hézköznapi emberek képei láthatók, az egyik mozaikkép pedig egy 18. századi arisztokrata nőt ábrázol, aki lehetséges, hogy Nicolás Cobián y Valdés felesége. Az emeletnyi magas, fából készült főkaput egy-egy toszkán pilaszter szegélyezi, fölötte pedig egy főként növényi mintákkal díszített dombormű helyezkedik el. Az efölött húzódó övpárkány alján esőcseppeket mintáztak meg. Az épület tetejét egy mixtilineáris vonalú attikafal zárja.
A ház a látogatók előtt ma nem áll nyitva, mivel egy magáncég használja, csak telefonon előre egyeztetve lehet vezetőt kérni, aki bemutatja.